# 克里斯默斯 (密歇根州)
克里斯默斯（英語：Christmas）是位於美國密歇根州阿爾傑縣的一個非建制地區。

## 地理
克里斯默斯所處的海拔為高於海平面188米（即617英呎），而該地所採用的時區為UTC-5，即北美东部時區（EST）。同時該地設有夏令時間，為UTC-5調快一小時，即UTC-4（EDT）。